# Convolvulus schirazianus
Convolvulus schirazianus är en vindeväxtart som beskrevs av Pierre Edmond Boissier. Convolvulus schirazianus ingår i släktet vindor, och familjen vindeväxter. Inga underarter finns listade i Catalogue of Life.